# Lidens kyrka
Lidens kyrka är en kyrkobyggnad i Sundsvalls kommun. Den är församlingskyrka i Lidens församling, Härnösands stift. Nära kyrkan finns prästgård och sockenstuga.

## Kyrkobyggnaden
Kyrkan uppfördes åren 1856-1858 av byggmästare Johan Nordell efter ritningar av arkitekt Johan Erik Söderlund. 25 augusti 1861 invigdes kyrkan av biskop Israel Bergman. Kyrkan har en stomme av gråsten och tegel och består av ett långhus med smalare femsidigt kor i öster och kyrktorn i väster. En mindre tillbyggnad finns i sydost. Ingångar finns i tornets bottenvåning samt på kyrkans norra och södra långsidor. Kyrkorummet täcks av ett flackt tunnvalv. I kyrkorummets nordöstra och sydöstra hörn finns läktare under vilka sakristia och förrum är inhysta.

## Inventarier
- Predikstolen är troligen samtida med kyrkan. Korgen har förgyllda emblem. Tillhörande ljudtak är ovanligt högt placerat.
- Vid sydöstra läktarväggen finns dopfunt och reliefer snidade 1943-1945 av Per och Tor Carlsson.
- På altaret står ett förgyllt kors med svepeduk och törnekrans som sannolikt är samtida med kyrkan.

### Webbkällor
- byggnadspresentation